# 张宝忠
张宝忠（1934年2月—），黑龙江省庆安县人，中国人民解放军中将。 
1996年，被授予中国人民解放军中将军衔。曾任中央警卫局副局长、鄧小平辦公室警衞秘書。 